# Mesaphorura spelaea
Mesaphorura spelaea is een springstaartensoort uit de familie van de Tullbergiidae. De wetenschappelijke naam van de soort is voor het eerst geldig gepubliceerd in 1976 door Nosek & Neuherz.